# 洛拉 (北卡羅萊納州)
洛拉（英語：Lola）是位於美國北卡羅萊納州加特利縣的非建制地區。

## 歷史
洛拉的郵局於1905年設立，其後於1957年停運。

## 地理
洛拉所處的海拔為高於海平面3米（即10英呎），而該地所採用的時區為UTC-5，即北美东部时区（EST）。同時該地設有夏令時間，為UTC-5調快一小時，即UTC-4（EDT）。